# Натик
На́тик (араб. ناطق‎ — «говорящий») — в исмаилизме пророк, начинающий каждый из семи пророческих циклов. Натик — это отражение Мирового Разума в материальном мире. Откровения натика приходят от Бога и несут скрытый смысл, недоступный рядовым людям, потому вместе с натиком появляется его помощник — самит («молчащий»), он же асас («основа»), воплощение Мировой Души, задачей которого является разъяснение пророчеств натика.
Натики шести прошедших циклов:
1. Адам
2. Ной
3. Авраам
4. Моисей
5. Иисус
6. Мухаммед

В седьмом цикле натик аль-Каим («Стоящий», «Возвышающийся») появится перед концом мира, наступающим в момент достижения людьми, через посредничество натиков, самитов и имамов (по семь имамов в каждом цикле), совершенного познания.